# Monumento a Julio Romero de Torres (Córdoba)
El monumento a Julio Romero de Torres es un monumento conmemorativo, dedicado a dicho pintor, situado en los Jardines de la Agricultura de la ciudad de Córdoba (España) y realizado en el año 1940. Fue promovido por el Ayuntamiento de Córdoba en homenaje tras la muerte del pintor, encargándose la obra al escultor almeriense Juan Cristóbal González Quesada que utilizó principalmente piedra para el conjunto y bronce para la escultura.
Debido al pésimo estado en que se encontraba, el monumento fue sometido a finales de 2002 a una extensa restauración durante un periodo de tres meses, con un presupuesto de 6.901,86 euros.
El pintor aparece representado en medio del monumento de pie, con su perro Pacheco a sus pies, un galgo negro que le fue regalado por unos amigos.